# Copa Charles Drago
La Copa Charles Drago, también llamada Challenge de la Ligue, fue una competición organizada por la Ligue de Football Professionnel. En esta competición participaban los equipos eliminados antes de cuartos de final de la Copa de Francia, siendo en cierta manera la antecesora de la Copa de la Liga.

## Finales
| Temporada | Campeón               | Resultado | Subcampeón                  | Sede Final                       |
| --------- | --------------------- | --------- | --------------------------- | -------------------------------- |
| 1953      | F. C. Sochaux         | 3–3 *     | Toulouse F. C.              | Parc des Princes, París          |
| 1954      | Stade de Reims        | 6–3       | Lille O. S. C.              | Parc des Princes, París          |
| 1955      | A. S. Saint-Étienne   | 6–3       | C. S. Sedan                 | Parc des Princes, París          |
| 1956      | Nîmes Olympique       | 3–1       | Lille O. S. C.              | Parc des Princes, París          |
| 1957      | Olympique de Marsella | 1–0       | R. C. Lens                  | Parc des Princes, París          |
| 1958      | A. S. Saint-Étienne   | 2–1       | O. G. C. Niza               | Stade Pierre-Pibarot, Alès       |
| 1959      | R. C. Lens            | 3–2       | U. S. Valenciennes-Anzin    | Parc des Princes, París          |
| 1960      | R. C. Lens            | 3–2       | Sporting Toulon Var         | Stade Robert-Diochon, Rouen      |
| 1961      | A. S. Mónaco F. C.    | 2–1       | R. C. Estrasburgo           | Parc des Princes, París          |
| 1962      | Besançon R. C.        | 1–0       | Le Havre A. C.              | Stade Saint-Lazare, Limoges      |
| 1963      | F. C. Sochaux         | 5–2       | C. S. Sedan                 | Stade Auguste Bonal, Montbéliard |
| 1964      | F. C. Sochaux         | 4–0       | U. S. Forbach               | Stade Auguste Bonal, Montbéliard |
| 1965      | R. C. Lens            | 4–0       | F. C. Girondins de Bordeaux | Stade Félix Bollaert, Lens       |

(*): Campeón decidido por el lanzamiento de moneda.

## Palmarés
| Club                        | Títulos | Subtítulos | Años campeón     |
| --------------------------- | ------- | ---------- | ---------------- |
| R. C. Lens                  | 3       | 1          | 1959, 1960, 1965 |
| F. C. Sochaux               | 3       | –          | 1953, 1963, 1964 |
| A. S. Saint-Étienne         | 2       | –          | 1955, 1958       |
| Stade de Reims              | 1       | –          | 1954             |
| Nîmes Olympique             | 1       | –          | 1956             |
| Olympique de Marsella       | 1       | –          | 1957             |
| A. S. Mónaco F. C.          | 1       | –          | 1961             |
| Besançon R. C.              | 1       | –          | 1962             |
| Lille O. S. C.              | –       | 2          | -                |
| C. S. Sedan                 | –       | 2          | -                |
| Toulouse F. C.              | –       | 1          | -                |
| O. G. C. Niza               | –       | 1          | -                |
| U. S. Valenciennes-Anzin    | –       | 1          | -                |
| Sporting Toulon Var         | –       | 1          | -                |
| R. C. Estrasburgo           | –       | 1          | -                |
| Le Havre A. C.              | –       | 1          | -                |
| U. S. Forbach               | –       | 1          | -                |
| F. C. Girondins de Bordeaux | –       | 1          | -                |

- Datos: Q1137324